# Tilbury (plaats)
Tilbury is een stad in de unitary authority Thurrock in Essex, Engeland. De stad heeft 12.091 inwoners (2001) en ligt aan de noordelijke oever van de Theems. Tilbury is een haven- en vestingstad.
Tilbury maakte deel uit van de verdedigingslinie van Londen in de tijd van de Spaanse Armada. De eerste vestingwerken in Tilbury werden onder Hendrik VIII in 1539 gebouwd.
Tilbury is de op twee na grootste zeehaven van Groot-Brittannië (na Londen en Felixstowe). Tevens heeft Tilbury twee stations aan de c2c-Route: Tilbury Town en Tilbury East.